# دبليو دبليو إف راسلمنيا: ستيل كايج شالينج
دبليو دبليو إف راسلمنيا: ستيل كايج شالينج (بالإنجليزية: WWF WrestleMania: Steel Cage Challenge)‏ ، هي لعبة فيديو إلكترونية من نوع رياضة المصارعة الحرة، تعمل لنظامي نينتندو إنترتينمنت سيستم و سيجا ماستر سيستم و سيجا جيم جير.

## مصدر
1. ↑  "Sega Master Force Issue 1" ع. 1. أغسطس 1993: 36. مؤرشف من الأصل في 2016-04-04. اطلع عليه بتاريخ 2015-11-19. {{استشهاد بدورية محكمة}}: الاستشهاد بدورية محكمة يطلب |دورية محكمة= (مساعدة)

## وصلات خارجية
- "WWF WrestleMania: Steel Cage Challenge (NES & SMS)" على موبي غيمز
- "WWF WrestleMania: Steel Cage Challenge (Game Gear)" على موبي غيمز